# Кулигіно (Варнавинський район)
Кулигіно (рос. Кулигино) — присілок в Варнавинському районі Нижньогородської області Російської Федерації.
Населення становить 70 осіб. Входить до складу муніципального утворення Шудська сільрада.

## Історія
Від 2009 року входить до складу муніципального утворення Шудська сільрада.

## Населення
| 1999 | 2002 | 2010 |
| ---- | ---- | ---- |
| 124  | ↘82  | ↘70  |